# تعذيب

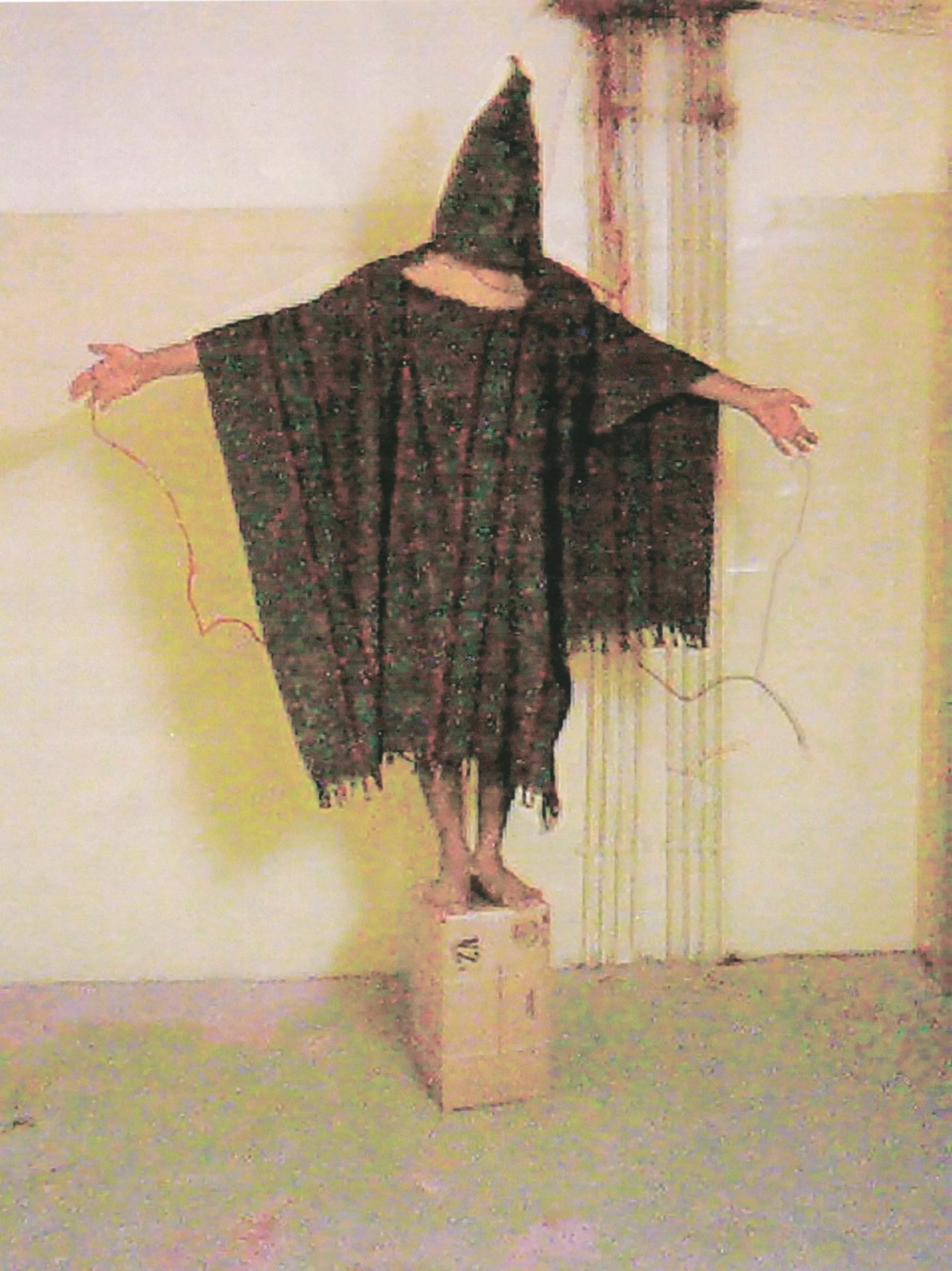
استعمال الكهرباء لتعذيب السجناء في سجن أبو غريب.

التعذيب مصطلح عام يُستعمل لوصف أي عمل يُنزل آلامًا جسدية أو نفسية بإنسان ما وبصورة متعمدة ومنظمة كوسيلة من وسائل استخراج المعلومات أو الحصول على اعتراف أو لغرض التخويف والترهيب أو كشكل من أشكال العقوبة أو وسيلة للسيطرة على مجموعة معينة تشكل خطرا على السلطة المركزية، ويستعمل التعذيب في بعض الحالات لأغراض أخرى كفرض مجموعة من القيم والمعتقدات التي تعتبرها الجهة المُعذِبة قيمًا أخلاقية.
يعتبر التعذيب بكافة أنواعه منافيًا للمبادئ العامة لحقوق الإنسان التي تم الإعلان عنها بتاريخ 10 ديسمبر 1948 وتم التوقيع عليها من قبل العديد من الدول سواء في معاهدة جنيف الثالثة الصادرة بتاريخ 12 أغسطس 1949 المتعلقة بمعاملة أسرى الحرب أومعاهدة جنيف الرابعة بتاريخ 1949 م المتعلقة بحماية المدنيين أثناء الحرب.
في عام 1987 م تم تشكيل لجنة مراقبة ومنع التعذيب التابعة للأمم المتحدة والتي تضم في عضويتها 141 دولة وبالرغم من توقيع العديد من الدول على هذه الاتفاقيات إلا أن توقعات منظمة العفو الدولية تشير إلى أن معظم الدول الموقعة لا تلتزم بتطبيق البنود الواردة في المعاهدات المذكورة، وهناك جدل حول استعمال كلمة «تعذيب»، حيث يتم في بعض الأحيان استعمال تعبير «سوء المعاملة» أو «التعسف» أو «التجاوزات» أو «وسائل قريبة من التعذيب» وخاصة من قبل الجهات التي قامت بعمليات التعذيب، حيث يعتقد البعض أن لكلمة «التعذيب» مدلول محدد يشير إلى شخص يحاول عبر كل الوسائل «انتزاع المعلومات»، من جهة أخرى فإن تعريف كلمة التعذيب كما ورد في المادة الأولى من اتفاقية مناهضة التعذيب هو:
«الألم أو العذاب لأي سبب من الأسباب يقوم على التمييز أيا كان نوعه، أو يحرض عليه أو يوافق عليه أو يسكت عنه موظف رسمي أو أي شخص آخر يتصرف بصفته الرسمية»
.
ويرى البعض أن توفر غرض محدد من إلحاق الأذى، هو الفيصل في التمييز بين التعذيب والمعاملة القاسية أو اللاإنسانية، إذ لابد من توفر الغرض المحدد في التعذيب
.

## التعذيب عبر التاريخ
في العصور القديمة كان التعذيب يستعمل عادة كوسيلة لاختبار مزاعم أو تهمة معينة فيما عُرف بـ"محاكمة بالتعذيب"، وكان متعلق عادةً بكسر عرف أو مبدأ ديني، وكانت الفكرة الرئيسية تكمن في كشف ما اعتقده القائمون بالتعذيب بأن شخصًا ما قد يكون مسكونًا بالشيطان أو بأية قوىً أخرى لا تتماشى مع العقيدة الدينية السائدة في تلك المجتمعات وهناك وسيلتين مُوثّقَتين حول استعمال التعذيب لهذا الغرض وهما
- وضع عصابة على العين وإجبار المتهم بان يمشي على شيء محترق ذي حرارة عالية وفحص قدمي الشخص بعد 3 أيام فإذا كانت هناك آثار للحروق فإن التهمة كانت تعتبر مؤكدة.
- استخراج حجر مستقر في قاع ماء مغلي وفحص اليد بعد ذلك فإن كانت محترقة فإن احتراقها كان كفيلا بإلصاق التهمة.

في اليونان القديمة كان العبيد فقط يتعرضون للتعذيب لغرض معرفة الحقيقة وكان استعمال هذا الأسلوب محصورا على الأحرار وبالإضافة إلى هذا كان هناك قانون يُحظر استعمال التعذيب مع العبيد لغرض استخراج معلومات منهم عن أسيادهم
.
ويظهر تعذيب العبيد والمستضعفين جليا في بداية ظهور الإسلام في شبه الجزيرة العربية حيث تم تعذيب بعض المسلمين على يد أهل مكة ومنهم بلال بن رباح على يد أمية بن خلف وعمار بن ياسر على يد أبي جهل
.
في القرون الوسطى وبالتحديد في القرن 13 تم استعمال التعذيب مع المهرطقين من قبل الكنيسة الكاثوليكية وبعد تشكيل محاكم التفتيش أصدر البابا إينوسينت الرابع في عام 1252 م مرسومًا باستعمال التعذيب ضد المتهمين بالهرطقة للحصول على المعلومات منهم
.
كانت إحدى الوسائل المشهورة في التعذيب أثناء هذه الفترة عبارة عن تعليق المتهم بواسطة حبل مربوط بالسقف في أوضاع غير مريحة كانت تؤدي إلى خلع مفاصل الجسم حتى قبل الشروع في عملية التعذيب

## حرق الساحرات
كان هناك اعتقاد شائع في أوروبا بالعصور الوسطى حول دور السحر في نشر الأمراض والاوبئه والشرور، لذلك
فقد تم اعتبار الساحرات مصدر أغلب الشر وتم حرقهن امام الملأ، وكان هناك العديد من الابرياء الذين
لقوا حتفهم بسبب تهمة السحر، وفي ستراسبورغ تم إعدام 134 خلال أربعة أيام (أكتوبر 1582). وفي لورين، تم إعدام 62 خلال 10 سنوات (1562-1572م). وفي برن، تم حرق 300 متهم في العشر سنين الأخيرة من القرن السادس عشر. و240 في العشر سنين الأولى من القرن السابع عشر. في ألمانيا، كان الكاثوليك والبروتستانت يتنافسا في إرسال الساحرات إلى المحرقة. والشئ الذي لا يصدقه عقل، أن رئيس أساقفه ترير، كان قد أعدم 120 متهما حرقا عام 1596م، بتهمة أنهم قد تسببوا في برودة الجو لمدة طويلة. وحينما حل وباء بالماشية عام 1598م بضاحية شونجو، أرجع هذا الوباء إلى فعل الساحرات. لذلك قررت قنصلية بافاريان في ميونخ تشديد العقوبة. وتبعا لذلك تم حرق 63 متهما، وتغريم أهاليهم مصاريف المحاكمة. وفي هينبرج بالنمسا، تم إعدام 80 بسبب الشعوذة خلال سنتين، 1617-1618م. وفي المدة من 1627-1629م، أمر أسقف ورزبرج بإعدام 900 ساحرة حرقا. وفي عام 1572 في ساكسون، صدر قرار بحرق الساحرات حتى وإن لم يقمن بفعل أي شيء ضار (بمعنى بدون اتهام مباشر). وفي إلنجن، تم إعدام 1500 ساحرة عام 1590. وفي إلوانجن، أعدم 167 عام 1612م، وفي وسترستيتن، أعدم 300 في مدة عامين. وكذلك 300 في إنسبروك عام 1588م، و300 في نوردلنجن عام 1590م. ويقدر علماء التاريخ الألمان أن الذين تم إعدامهم بتهمة السحر والشعوذة في ألمانيا وحدها في القرن السابع عشر يبلغ 100,000 برئ."
.

## في الولايات المتحدة الأمريكية

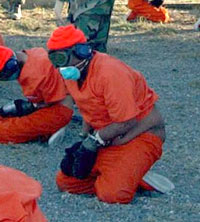
إزالة المؤثرات الحسية كوسيلة للتعذيب في معتقل جوانتانامو

بتاريخ 20 سبتمبر 1996 قامت وزارة الدفاع الأمريكية برفع السرية عن 7 مجلدات منهجية كانت تدرس في مؤسسة العالم الغربي الأمنية (بالإنجليزية: Western Hemisphere Institute for Security Cooperation) ما بين العامين 1987 م - 1991 م
، يوجد في المجلدات المذكورة تفاصيل دقيقة عن استعمال أساليب «عنيفة» لغرض الاستجواب وانتزاع المعلومات

، ومن الجدير بالذكر أن مؤسسة العالم الغربي الأمنية الواقعة في ولاية جورجيا تُعتبر من قبل البعض مدرسة للاغتيالات. في السنوات الأخيرة ظهر على السطح مصطلح جديد وخطير ألا وهو التعذيب بالإنابة (بالإنجليزية: Torture by proxy) والتي هي عبارة عن إرسال متهمين غير محاكمين حسب القوانين الأمريكية إلى دول أخرى لغرض الاستجواب وتلك الدول الأخرى ليست ملتزمة باتفاقية مناهضة التعذيب
، استنادا على تصريح من السياسي السويسري والعضو في البرلمان السويسري ديك مارتي (بالإنجليزية: Dick Marty) في يناير 2006 م فإن قرابة 100 شخص قد تم اختطافهم على الأراضي الأوروبية من قبل وكالة المخابرات الأمريكية وتم نقلهم إلى دول أخرى لغرض استجوابهم عن طريق التعذيب

ومن الدول التي تم نقل المختطفين إليها: مصر، الأردن، المغرب، أوزبكستان، سوريا
.
على الصعيد الداخلي هناك بعض الحوادث الموثقة حول قيام الشرطة الأمريكية بتعذيب الموقوفين ومنها قيام أفراد في شرطة نيويورك بالاعتداء الجنسي وممارسة التعذيب بحق أبنير لوويما المهاجر من هايتي في 1997 م
، وقيام أفراد في شرطة شيكاغو بالتعذيب عن طريق الصعقات الكهربائية في الثمانينيات
.
بعد أحداث 11 سبتمبر 2001 والحرب على الإرهاب وعملية غزو العراق 2003 ظهرت تقارير متعددة عن استعمال وكالة المخابرات الأمريكية التعذيب بصورة روتينية وكان أول التقارير ما نشرته صحيفة واشنطن بوست بتاريخ 26 ديسمبر 2002 عن استعمال وسيلة الغمس داخل حوض مائي لحد الاختناق وإزالة كل المؤثرات الحسية للمسجون بوضع عصابة على العينين وصم الأذنين في سجن أبو غريب ومعتقل جوانتانامو

ووصلت فضيحة سجن أبو غريب إلى الاهتمام العالمي بتاريخ 28 أبريل 2004 عندما قدم البرنامج الأمريكي الأخباري 60 دقيقة من على شبكة CBS تقريرًا مفصلًا عن التعذيب في سجن أبو غريب

وفي رد رسمي من الولايات المتحدة الأمريكية دافع رئيس هيئة الأركان المشتركة للقوات الأمريكية اللواء ريتشارد مايرز، عن القواعد التي وضعها الجيش الأمريكي لاستجواب المعتقلين، واصفا إياها بأنها «ملائمة»، ورافضا في الوقت ذاته ما قيل عنها بأنها خرقت اتفاقية معاهدة جنيف للتعامل مع الأسرى.
للإطلاع على ملف فضيحة سجن أبو غريب يمكنك قراءة هذا الرابط.

## التعذيب في الشريعة الإسلامية
تعتبر عقوبة الجلد من العقوبات الأساسية في الشريعة الإسلامية فهي عقوبة من العقوبات المقررة في الحدود وهي من العقوبات المقررة في جرائم التعزير، والتعزير بالجلد مشروع بالكتاب والسنة والإجماع.

### مقدار الجلد
الحد الأدنى للجلد في التعزير:
اتفق الفقهاء على عدم تحديد أقل الجلد تعزيراً، وأنه متروك لاجتهاد القاضي أو الإمام حسب ما تقتضيه المصلحة ويحصل به الزجر.
الحد الأعلى للجلد:
أما الحد الأعلى للتعزير بالجلد فقد أكثر الفقهاء رحمهم الله الكلام في هذا الموضوع على اختلاف مذاهبهم.

## التعذيب في مصر
بالرغم من توقيع مصر على الإتفاقية الدولية لمناهضة التعذيب (1986) إلا أن التعذيب في مصر يتسم بالطابع المنهجي لدرجة وصفه بأنه سياسة رسمية للدولة من قبل الجمعيات الحقوقية ، فطبقا لتقرير المبادرة المصرية للحقوق الشخصية تم رصد حالات تعذيب تؤدي إلى الوفاة باقسام الشرطة المصرية بمعدل 1.5 حالة في الشهر عام 2011
ثم بدأت حالات الوفيات داخل السجون نتيجة للتعذيب بعد انقلاب 3 يوليو 2013 الي أكثر من 100 حالة.

## النواحي النفسية للتعذيب

### القائم بالتعذيب
في السابق كان هناك اعتقاد شائع بأن الشخص القائم بالتعذيب لابد أن يتحلى بصفات عدائية أو عنيفة في شخصيته ولكن وبعد الحرب العالمية الثانية جرت العديد من الدراسات الأكاديمية لتحليل ظاهرة الطاعة العمياء لأوامر قد تعتبر لا أخلاقية ففي الستينيات قام العالم النفسي ستانلي ملغرام (1933 م - 1984 م) بإجراء تجربته المشهورة في جامعة يايل والمعروفة باختبار ملغرام

في محاولة منه لتفسير ظاهرة التنفيذ الأعمى لعمليات الهولوكوست من قبل الجنود العاديين وبعد ملغرام وفي عام 1971 قام عالم النفس الأمريكي فيليب زمباردو (مواليد صقلية 1933 م)

بإجراء اختبار سجن ستانفورد واستنتج زمباردو أن الأشخاص العاديين وبمختلف المستويات الاجتماعية والثقافية معرضون للانصياع والطاعة العمياء عندما يتعرضون لنظام أيديولوجي يحظى بدعم اجتماعي ومؤسساتي وقال بأن الوضع أو الواقع هما اللذان سببا سلوك الأفراد أكثر من أي شيء موروث في شخصياتهم
.
هناك احتمالات أخرى واردة في علم النفس لتفسير تحول إنسان بسيط إلى جلاد ومنها

- مدى قبول ظاهرة التعذيب في الوسط الذي يعيشه أو يعمل به ومدى ممارسة أفراد الوسط أو زملاء العمل لظاهرة التعذيب فالإنسان بصورة عامة يجنح إلى الاندماج والتأقلم مع الوسط لكي يشعر بأنه جزء من المجموعة.
- التنفيس عن مكبوتات فرضها المجتمع أو السلطة أو الدين على الأجزاء الغريزية في لاوعي الإنسان.

### المتعرض للتعذيب
بالرغم من وجود الجانبين الجسدي والنفسي للتعذيب إلا أن الآثار النفسية تعتبر أكثر أهمية لكونها تبقى مع الشخص لفترة طويلة وتكون لها على الأغلب بصمات مزمنة في العديد من مجالات الحياة
. استنادا إلى أحد الكتب المنهجية لوكالة المخابرات الأمريكية فان عملية التعذيب تؤدي إلى تقهقر الإنسان إلى مراحل بدائية على عدة مستويات منها عدم قدرته على إنتاج أعمال إبداعية عالية المستوى وعدم القدرة على التعامل مع القضايا والمواقف المعقدة أو عدم القدرة على مواجهة الأزمات والمواقف المحبطة وعوائق عديدة في تواصل علاقات الشخص مع المحيطين به نتيجة لعامل الشعور بالعار والخضوع وفقدان الشعور بأهمية الذات وعدم القدرة على تغيير الواقع والخضوع للمتغيرات وانعدام الأمل بمستقبل مشرق وفقدان الكبرياء وعزة النفس نتيجة لبعض أساليب التعذيب.
هناك الكثير من التجارب التي تمت في القرن العشرين على الحيوانات بالإضافة إلى الإنسان وأدت إلى نتائج مفادها أن جرعة معينة من الألم الجسدي والنفسي قد يؤثر بصورة ايجابية على قدرات الفرد العقلية والجسدية لتحفيزه الأدرينالين ولكن هذه الجرعة إذا استمرت فإن الشخص يدخل إلى منطقة ضبابية من الإدراك يعرضه إلى قبول أية فكرة حتى إذا كانت منافية للمنطق أو مبادئ الشخص وهذه الفترة يستعمل عادة في ما يُسمى بعملية غسل الدماغ

وفي بعض الأحيان يظهر الشخص المتعرض لعملية التعذيب تعاطفا مع جلاده وتعرف هذه الظاهرة النفسية المعقدة (بالإنجليزية: Stockholm syndrome) بمتلازمة ستوكهولم

وفي بعض الأحيان ولفقدان شعور الشخص الذي تعرض للتعذيب بوجوده ككينونة فإنه يلجأ إلى تعذيب نفسه أو إلحاق الأذى الجسدي بنفسه كمحاولة لإثبات أنه ما زال موجودا
.
من الآثار النفسية الشائعة للتعذيب بعد انقضاء فترة التعذيب هي الأرق والقلق وانعدام القدرة على التركيز والكوابيس أو ومضات من التذكر الدقيق لتفاصيل التعذيب بالصوت والصورة وقد يتطور الأمر إلى صعوبات في الذاكرة والقدرة الجنسية والعلاقات الاجتماعية والخوف أو الرهاب والوسوسة والهلوسة والكآبة
.
من أشهر الأمراض النفسية التي قد يكون الشخص المتعرض للتعذيب عرضة لها هو (بالإنجليزية: post-traumatic stress disorder) مرض توتر ما بعد الصدمة
.

## أنواع واساليب التعذيب
- التعذيب الجسدي وهو أكثر الأنواع شيوعا وتشمل الكوي وقلع الأسنان أو الأظافر واستعمال العصي أو السوط أو الهراوة بالإضافة للغمس في الماء المغلي أو الماء البارد والإخصاء وتشويه الوجه والأجزاء الظاهرة من الجسم وسلخ الجلد والتجويع أو الإجبار على الإفراط في الأكل والسحل أو السحق والتعليق بواسطة الحبال في أوضاع غير مريحة والصعقات الكهربائية.[39]

- التعذيب النفسي باستعمال أساليب تلحق آلاما نفسية وقد تشمل الإيحاء بأن الشخص على وشك أن يتم قتله والحبس الانفرادي والابتزاز والإجبار على مشاهدة شخص آخر يتم تعذيبه وإجبار الشخص بأن يقوم بتعذيب شخص آخر أو إجباره على مشاهدة اعتداء جنسي أو استغلال خوف أو رهاب المعتقل من شيء ما واستعماله ضده أو منع الشخص من النوم أو إزالة المؤثرات الحسية بوضع عصابة على العينين وصم الأذنين أو إجبار الشخص على الكفر بمعتقداته الدينية أو إهانة مقدساته وحلاقة شعر الرأس وخاصة للسيدات أو الإهانة العلنية بإجبار الشخص على التعري على الملأ أو إجباره على الاشتراك في عمليات جنسية والتحكم بدرجة حرارة مكان الاعتقال.[40]

- التعذيب بواسطة مواد كيماوية مثل إضافة الملح إلى جروح الشخص أو إيلاج الفلفل الحار أو البهارات إلى الأغشية المخاطية في الجسم أو إجبار الشخص على تناول بعض العقاقير التي تؤدي إلى أعراض جانبية غير مريحة.[41]

- التعذيب الجنسي عن طريق الاغتصاب أو إجبار المعتقل على القيام بفعاليات جنسية رغما عن إرادته أو إجبار المعتقل على الجلوس على زجاجة أو ما شابه من الأشياء.[42]
- التعذيب البحري وهي طريقة تُسمى السحب تحت عارضة السفينة كان يستخدمها القراصنة ورجال البحرية الهولنديون والإنجليز قديمًا خلال القرنين السابع عشر والثامن عشر، حيث يتم استخدام المُعتقل كمجداف؛ أي يتم ربطه بحبل وأثقال وغمره في الماء وسحبه تحت قعر السفينة ليخرج من الجهة الأخرى. تم تصوير هذا النوع من التعذيب في لوحة تعذيب طبيب الأميرال (جان فان ناس) بطريقة السحب تحت عارضة السفينة عام 1686.[43]

### الأساليب
- الضرب ·  الصعق بالكهرباء ·  العزل لفترات طويلة ·  الأوضاع الضاغطة والمجهدة
- الاعدام الصوري أو الوهمي ·  التعذيب باستخدام المياه/الخنق القسري أو الأيهام بالغرق
- إيلاج إبرة تحت أظافر اليدين ·  الطعن بالات حادة ·  الاكراه على شرب المياه الملوثة او البول
- الحرق بالسجائر ·  الحرمان من النوم ·  الاجهاض والتعقيم القسري ·  الحرمان من الادراك الحسي
- التهديد بالاغتصاب ·  الاذلال ·  التهديد بالتعرض لسجناء او عائلاتهم بالعنف ·  الجلد
- أعطاء جرعة من العقاقير عنوة ·  ظروف احتجاز غير إنسانية ·  ثقب مفاصل السجناء بواسطة مثقاب كهربائي
- التجويع والحرمان من الحصول على المياه ·  اجبار المسلمين على حلق اللحى [44]
- التعرض لفترات طويلة للحرارة او البرودة الشديدة ·  سكب الماء المغلي على السجناء
- الحرمان من الرعاية الطبية ·  سكب البلاستيك المصهور على ظهور السجناء

- التعذيب بالنوم وله نوعان وهو إما إجبار المعتقل على النوم لفترات طويلة مما يؤدي لضمور عضلاته أو منعه من النوم لفترات طويلة مما يؤدي إلى فقدانه للتركيز والهلوسة وإصابته بالوهن.
- وضع المعتقل في زنزانة انفرادية قذرة وضيقة ومظلمة أو حشر أعداد كبيرة في زنزانة واحدة لا تتسع إلا لشخص واحد·
- الكي بواسطة قطعة معدنية بحجم وطول قلم الرصاص للمناطق الحساسة من الجسم إضافة إلى الحرق بإطفاء أعقاب السجائر·
- إطلاق الحيوانات الشرسة على المعتقلين كالكلاب البوليسية المدربة والأفاعي والعقارب السامّة·
- الكي بالكهرباء في المناطق الحساسة من الجسم والضرب المبرح حتى الإغماء·
- القفص: تشير التقارير الخارجة من سجن ((جيزيل هيار)) عن حجز السجناء في قفص صغير تبلغ أطوال جوانبه (50 سم)، مع تقييد الرأس والركبتين. ويبقى بعض السجناء على هذا الوضع لأسابيع ولأشهر.
- شوي الدجاجة كاملة: يربط السجين العاري إلى قضيب متصل بملف ثم يصب الماء البارد عليه، وبينما يلف القضيب بانتظام يجلد السجين، وبعد فترة وعندما تصبح الجروح الناجمة عن الجلد حساسة فإن آلة أخرى تبدأ في تسخين الضحية من أسفل، ومن ثم تحرق الجروح. ويعاد الجلد، مع صب الماء الساخن هذه المرة على جسم الضحية.

## معاهدات جنيف
هناك 4 معاهدات تمت صياغتها في جنيف، ثاني أكبر مدن سويسرا وحددت المقاييس العالية للقوانين الدولية المتعلقة بحقوق الإنسان، هذه الاتفاقيات عبارة عن منظومة كاملة من الأدوات القانونية الواقية التي تعالج سبل خوض الحروب وحماية الأفراد وهي تحمي بالأخص الأشخاص الذين لا يشاركون في القتال كالمدنيين وأفراد الوحدات الطبية والدينية وعمال الإغاثة والأشخاص الذين أصبحوا عاجزين عن القتال كالجرحى والمرضى والجنود الغرقى وأسرى الحرب.
- اتفاقية جنيف الأولى لتحسين حال الجرحى والمرضى بالقوات المسلحة في الميدان المؤرخة بتاريخ 12 أغسطس 1949.[46]

- اتفاقية جنيف الثانية لتحسين حال جرحى ومرضى وغرقى القوات المسلحة في البحار المؤرخة بتاريخ 12 أغسطس 1949.[47]

- اتفاقية جنيف الثالثة بشأن معاملة أسرى الحرب المؤرخة بتاريخ 12 أغسطس 1949.[48]

- اتفاقية جنيف الرابعة بشأن حماية الأشخاص المدنيين في وقت الحرب المؤرخة بتاريخ 12 أغسطس 1949.[49]

هناك قانونين متعلقين بحماية أرواح الأفراد وصحتهم وكرامتهم، وهما القانون الدولي الإنساني والقانون الدولي لحقوق الإنسان تهدف كلا المجموعتين من القوانين إلى حماية الحياة الإنسانية وحظر التعذيب أو المعاملة القاسية وكفالة الحقوق الأساسية للأشخاص الخاضعين لإجراءات قضائية جنائية، كما تضم كل منهما أحكامًا تكفل حماية النساء والأطفال وأخرى تعالج جوانب من الحق في الغذاء والصحة.
يتساءل العديد حول جدوى التوقيع على هذه الاتفاقيات والمعاهدات ومعارضي هذه الاتفاقيات ينتقصون من قيمتها وينكرون جدواها استنادا على قدم عهدها وعدم ارتباطها بما يحدث بالفعل في ميادين الحروب من تجاهل تام لأية قواعد وعدم احترام لأية معاهدات. ويستند التيار المقتنع بعدم جدوى هذه المعاهدات بعدة أمثلة منها الأسلوب الذي اتبعه الجنود الصرب بقيامهم بتنفيذ مجزرة ضد المدنيين المنحدرين من اصل ألباني في حملتهم ضد المقاتلين من عناصر جيش تحرير كوسوفو والمذابح التي وقعت في رواندا أو تلك الحروب التي تلتها في أفريقيا أو معسكرات الاعتقال المرعبة في أبو غريب وجوانتانامو.